# XXXXIX Corpo de Montanha (Alemanha)
O XXXXIX Corpo de Montanha (em alemão:XXXXIX. Gebirgs-Armeekorps) foi um Corpo de Exército alemão que operou durante a Segunda Guerra Mundial.

## Comandantes
| Comandante                                  | Data                                           |
| ------------------------------------------- | ---------------------------------------------- |
| General der Gebirgstruppe Ludwig Kübler     | 25 de outubro de 1940 - 19 de dezembro de 1941 |
| General der Gebirgstruppe Rudolf Konrad     | 19 de dezembro de 1941 - 26 de julho de 1943   |
| General der Infanterie Helge Auleb          | 26 de julho de 1943 - 15 de agosto de 1943     |
| General der Gebirgstruppe Rudolf Konrad     | 15 de agosto de 1943 - 15 de fevereiro de 1944 |
| General der Infanterie Friedrich Köchling   | 15 de fevereiro de 1944 - 15 de março de 1944  |
| General der Gebirgstruppe Rudolf Konrad     | 15 de março de 1944 - 10 de maio de 1944       |
| General der Artillerie Walter Hartmann      | 10 de maio de 1944 - 26 de julho de 1944       |
| General der Infanterie Dr. jur. Franz Beyer | 26 de julho de 1944 - 5 de agosto de 1944      |
| General der Gebirgstruppe Karl von Le Suire | 5 de agosto de 1944 - 8 de maio de 1945        |

## Chiefs of Staff
| Oberst Ferdinand Jodl                   | 25 de outubro de 1940 - 6 de janeiro de 1942 |
| Generalmajor Josef Kübler               | 6 de janeiro de 1942 - 19 de janeiro de 1943 |
| Oberst Wolfdietrich Ritter von Xylander | 19 de janeiro de 1943 - 1 de junho de 1943   |
| Oberst Ernst Michael                    | 1 de junho de 1943 - 5 de agosto de 1943     |
| Oberst Wilhelm Haidlen                  | 25 de agosto de 1943 - 30 de maio de 1944    |
| Oberst Kurt von Einem                   | 30 de maio de 1944 - 5 de agosto de 1944     |
| Oberst Wilhelm Haidlen                  | 5 de agosto de 1944 - 1 de fevereiro de 1945 |
| Oberstleutnant Ludwig von Eimannsberger | 1 de fevereiro de 1945 - 5 de abril de 1945  |
| Oberstleutnant Werner Vogl              | 5 de abril de 1945 - maio de 1945            |

## Oficiais de operações
| Major Heinz Herre              | 25 de outubro de 1940 - 15 de março de 1942   |
| Major Ludwig von Eimannsberger | 15 de março de 1942 - 15 de fevereiro de 1943 |
| Major Luitpold Leeb            | 15 de fevereiro de 1943 - 10 de março de 1944 |
| Major Anton Leeb               | 10 de março de 1944 - 20 de dezembro de 1944  |
| Oberstleutnant Hubert Sonneck  | 20 de dezembro de 1944 - maio de 1945         |

## Área de operações
| Böhmen-Mähren              | outubro de 1940 - abril de 1941 |
| Bálcãs                     | abril de 1941 - junho de 1941   |
| Frente Oriental, setor sul | junho de 1941 - julho de 1944   |
| Crimeia, Checoslováquia    | julho de 1944 - maio de 1945    |